# Đảo hồ

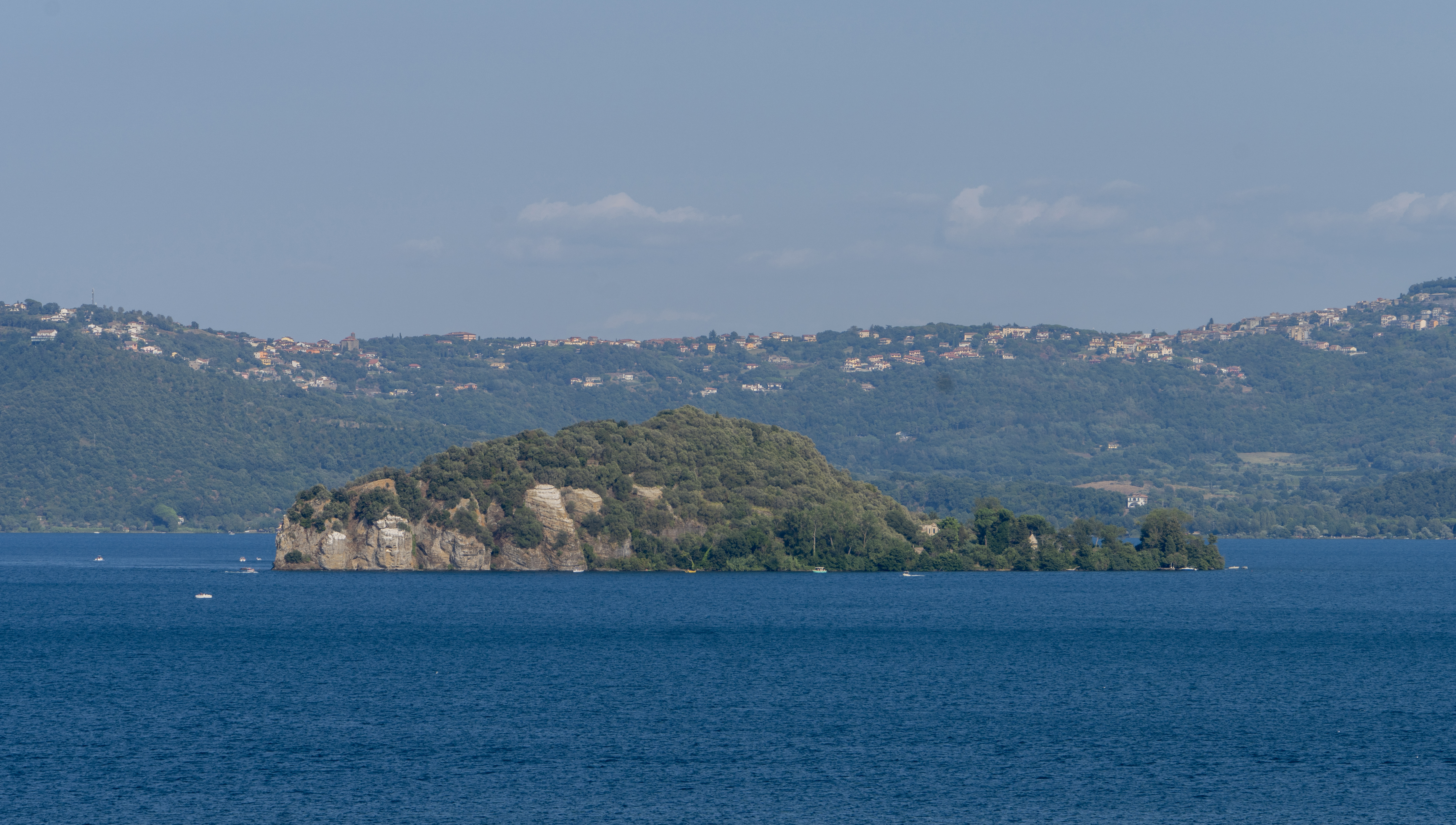
Đảo Martana trong Hồ Bolsena, Ý.

Đảo hồ hay quần đảo hồ là một vùng đất rộng trong một hồ nước. Đảo hồ là một loại đảo nội địa.

## Hình thành
Đảo hồ có thể hình thành bằng nhiều cách khác nhau. Nó có thể là từ kiến tạo trầm tích bồi đắp dần như bãi cạn, sau đó trở thành đảo nổi thông qua những thay đổi về mức độ nước của hồ. Nó có thể là phần của bờ hồ ban đầu nhưng sau đó được tách ra bởi sự xói mòn, hoặc họ có thể đã bị cô lập như là một tháp nhọn khi hồ nước được mở rộng hơn bởi một con sông hay nguồn cung cấp nước khác (tự nhiên hoặc nhân tạo qua hoạt động san lấp sông hồ). Nó cũng có thể được hình thành thông qua một trận động đất, thiên thạch, hoặc hoạt động của núi lửa. Trong trường hợp được hình thành bởi hoạt động núi lửa, núi lửa hoặc các miệng núi lửa hình thành hồ, với một đỉnh nhô ra trong hồ đó, có thể hình thành lên miệng núi lửa giữa hồ của miệng núi lửa lớn hơn. Trường hợp khác có thể tạo ra bởi các thực vật trôi nổi trong hồ, và các đảo nhân tạo hình thành bởi hoạt động của con người.

### Đảo trong hồ miệng núi lửa
Đôi khi hồ nước có thể hình thành ở các vùng trũng của miệng núi lửa. Những miệng núi lửa thường có hình tròn hoặc hình bầu dục, xung quanh có các lỗ thông hơi là nơi magma phun trào. Phun trào núi lửa đôi khi là kết quả từ sự hình thành của một miệng núi lửa đó như thế nào, gây ra sự sụt lún của buồng magma dưới núi lửa. Nếu đủ thì magma sẽ được đẩy ra, các buồng trở lên trống rỗng nên sẽ không thể chịu được trọng lượng của núi lửa, và một vết đứt gãy tạo ra, phát triển xung quanh các cạnh của buồng. Dần dần, phần trung tâm của núi lửa bị sụp xuống, tạo ra một vùng thấp hình vòng. Rất lâu sau khi núi lửa phun trào, miệng núi lửa này mới có thể được lấp đầy nước để trở thành một hồ nước. Nếu hoạt động núi lửa vẫn tiếp tục hay hoạt động trở lại sau khoảng thời gian tắt, phần trung tâm của miệng núi lửa có thể được nâng lên dưới hình thức của một mái vòm đang hồi sinh, trở thành một hòn đảo trong hồ núi lửa. Sau đây là danh sách các hòn đảo lớn trong các hồ núi lửa đáng chú ý:
- Các đảo Teodoro Wolf và Yerovi trong Hồ Cuicocha, Ecuador
- Đảo Teopan trong Hồ Coatepeque, El Salvador
- Các đảo Quemadas trong Hồ Ilopango, El Salvador
- Đảo trong Hồ Wenchi, Ethiopia
- Đảo Samosir trong Hồ Toba, Sumatra, Indonesia
- Các đảo Bisentina và Martana trong Hồ Bolsena, Ý
- Đảo Kamuishu trong Hồ Mashū, Hokkaidō, Nhật Bản
- Đảo Nakano trong Hồ Tōya, Hokkaidō, Nhật Bản
- Đảo Mokoia trong Hồ Rotorua, Đảo Bắc, New Zealand
- Đảo Motutaiko trong Hồ Taupo, Đảo Bắc, New Zealand
- Hai đảo trong hồ Dakataua, trong miệng núi lửa Dakataua, West New Britain, Papua New Guinea
- Đảo Núi lửa trong Hồ Taal, Luzon, Philippines
- Các đảo Samang, Chayachy, Serdtse (Heart), Nizkii (Low), and Glinyanii (Clay) trong Hồ Kurile, Kamchatka, Nga
- Lahi, Molemole, Si'i, và A'ali trong Hồ Vai Lahi, Niuafo'ou, Tonga
- Đảo Meke Dağı trong Hồ miệng núi lửa Meke Golu, Thổ Nhĩ Kỳ
- Đảo Horseshoe (đã ngập nước) trong Hồ miệng núi lửa Katmai, Alaska, Hoa Kỳ
- Đảo Wizard và Phantom Ship trong Hồ Crater, Oregon, Hoa Kỳ

## Danh sách các đảo hồ

### Tự nhiên
1. Đảo Manitoulin trong Hồ Huron, Canada - 2.766 km2 (1.068 dặm vuông Anh)[1]
2. Đảo René-Levasseur trong Hồ chứa Manicouagan, Quebec, Canada - 2.000 km2 (770 dặm vuông Anh).[1] Nó đã trở thành một hòn đảo nhân tạo khi hồ Manicouagan bị ngập lụt vào năm 1970.
3. Soisalo giữa các hồ Kallavesi, Suvasvesi, Kermajärvi, Ruokovesi, Haukivesi và Unnukka, Phần Lan - 1.638 km2 (632 dặm vuông Anh). Một số cho rằng, Soisalo không phải là một hòn đảo thực sự vì các hồ xung quanh nó là không cùng mức độ. Sự khác biệt lớn nhất giữa các hồ xung quanh là 6 m.
4. Olkhon trong Hồ Baikal, Nga - 730 km2 (280 dặm vuông Anh)[1]
5. Đảo Royale trong Hồ Superior, Hoa Kỳ - 541 km2 (209 dặm vuông Anh)[1]
6. Đảo Ukerewe trong Hồ Victoria, Tanzania - 530 km2 (200 dặm vuông Anh)[1]
7. Đảo St. Joseph trong hồ Huron, Canada - 365 km2 (141 dặm vuông Anh)[1]
8. Đảo Drummond trong hồ Huron, Hoa KỲ - 347 km2 (134 dặm vuông Anh)[1]
9. Idjwi trong Hồ Kivu, Cộng hòa Dân chủ Congo - 285 km2 (110 dặm vuông Anh)[1]
10. Đảo Ometepe trong Hồ Nicaragua, Nicaragua - 276 km2 (107 dặm vuông Anh)[2]
11. Đảo Bugala trong hồ Victoria, Uganda - 275 km2 (106 dặm vuông Anh)[2]
12. Đảo St Ignace trong hồ Superior, Canada - 274 km2 (106 dặm vuông Anh)[2]

Lưu ý: Samosir trong Hồ Toba, Indonesia - 630 km2 (240 dặm vuông Anh), ban đầu được hình thành như là một hòn đảo; nhưng hiện nay, nó chỉ cách đất liền thông qua một con lạch nhỏ. Vì lý do này, nó không có trong danh sách trên.